# Luigi Coralli
Luigi Coralli (Casteggio, 3 settembre 1880 – Monte Pertica, 15 giugno 1918) è stato un militare italiano, decorato con la medaglia d'oro al valor militare alla memoria nel corso della prima guerra mondiale.

## Biografia
Nacque a Casteggio il 3 settembre 1880, figlio di Ernesto e Ermelinda Vercesi. Arruolatosi nel Regio Esercito fu dapprima ammesso a frequentare la Regia Accademia di Artiglieria e Genio di Torino, per transitare poi nella Regia Accademia di Fanteria e Cavalleria di Modena, da cui uscì nel settembre del 1902 con il grado di sottotenente in servizio permanente effettivo assegnato all'arma di fanteria, in forza al 29º Reggimento fanteria della Brigata Pisa. Qualche tempo dopo il suo arrivo al reparto, di stanza a Como, fu premiato con un attestato di benemerenza dal Ministero dell'interno per aver salvato alcuni cittadini minacciati da un cavallo imbizzarrito. Da solo egli affrontò e fermò l'animale. Promosso tenente nel 1906, due anni dopo venne trasferito in servizio presso il personale addetto agli istituti di pena, e nel 1910 all'8º Reggimento del corpo degli alpini. Nel 1912 fu trasferito in servizio presso l'Accademia di Modena come insegnante aggiunto di geografia, e promosso capitano nel 1914 ritornò all'8º Reggimento alpini.
Dopo l'entrata in guerra del Regno d'Italia, avvenuta il 24 maggio 1915, si distinse in numerosi combattimenti nel settore della Carnia. Nel marzo del 1916 fu decorato di Medaglia d'argento al valor militare durante un combattimento avvenuto nella Selletta Freikofel, e il 27 giugno ricevette un Encomio solenne sul Pal Grande.
Promosso maggiore nel febbraio del 1917, fu mandato in servizio presso il 68º Reggimento fanteria della Brigata Ancona. Nel gennaio del 1918 fu trasferito al 21º Reggimento fanteria della Brigata Cremona, in qualità di comandante del II Battaglione. Durante la battaglia del solstizio il suo battaglione fu schierato sul Monte Pertica, e il 15 giugno dovette fronteggiare gli attacchi nemici che cercavano di sfondare il fronte e aprirsi la strada verso la pianura. Durante il durissimo combattimento assunse il comando delle truppe di rinforzo, arrivando in prima linea e lanciando subito un contrattacco. Circondato dai nemici, nel tentativo di rompere l'accerchiamento cadde colpito a morte. Per onorarne il coraggio, con Decreto Luogotenenziale del 25 maggio 1919 gli fu concessa la Medaglia d'oro al valor militare alla memoria.

### Riconoscimenti
Nel 1935 costituito il XXII Battaglione carri coloniali Carri d'ssalto che in suo onore venne battezzato XXII Battaglione carri "Maggiore Coralli" e inviato il Libia. Sciolto nel 1944 il battaglione è stato ricostituito nel 1964 come XXII Battaglione carri "Serenissima" con sede a San Vito al Tagliamento e assegnato al Reggimento lagunari "Serenissima".
Nel 1975, a seguito di provvedimenti conseguenti alla ristrutturazione dell'Esercito Italiano il battaglione venne inquadrato nella neo costituita Brigata meccanizzata "Gorizia" e ridenominato 22º Battaglione carri "M.O. Piccinini" che nel 1992, sempre nell'ambito della stessa ristrutturazione dell'Esercito il 22º Battaglione carri "M.O. Piccinini" diede vita al 2º Reggimento carri#Storia poi sciolto nel 1995.